# Satyajit Ray
Satyajit Ray ([ˈʃotːodʒit ˈrae̯] ( odsłuchaj); ur. 2 maja 1921 w Kalkucie, zm. 23 kwietnia 1992 tamże) – indyjski reżyser i scenarzysta filmowy, również kompozytor, ilustrator, pisarz i autor tekstów piosenek.

## Życiorys
Był pierwszym hinduskim reżyserem, który rozsławił kinematografię indyjską na całym świecie. Jako początkujący twórca zdobył ogromne uznanie filmową trylogią, na którą składały się obrazy: Droga do miasta (1955), Nieugięty (1956) i Świat Apu (1959). Środkowa część trylogii przyniosła Rayowi Złotego Lwa na 18. MFF w Wenecji. Te, jak i późniejsze filmy twórcy odznaczały się głębokim humanizmem, różnorodnością gatunkową i tematyczną, perfekcyjną realizacją i dbałością o oprawę muzyczną. Ray tworzył komedie i dramaty, filmy muzyczne i kryminalne.
W 1992 w uznaniu jego zasług dla światowego kina otrzymał Oscara Honorowego za całokształt twórczości. Zmarł trzy tygodnie po przyznaniu nagrody.

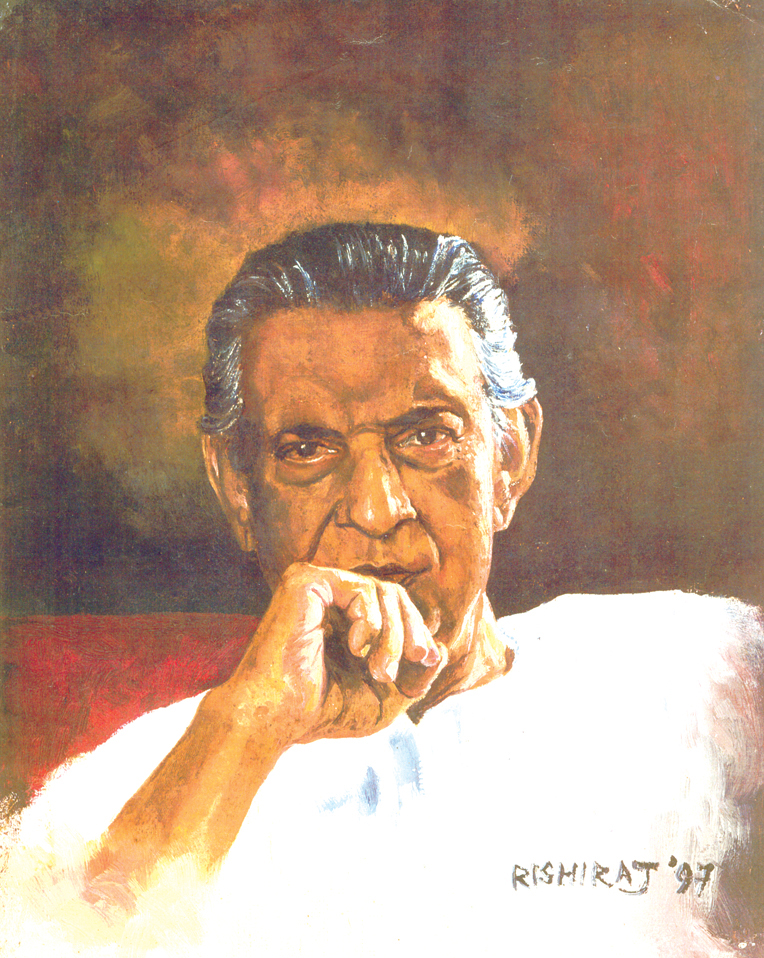
Satyajit Ray

## Wybrana filmografia

### Reżyser
- Droga do miasta (1955)
- Nieugięty (1956)
- Kamień mądrości (1958)
- Świat Apu (1959)
- Bogini (1960)
- Tagore (1961)
- Wyprawa (1962)
- Wielkie miasto (1963)
- Samotna kobieta (1964)
- Tchórz (1965)
- Idol (1966)
- Dni i noce w lesie (1969)
- Odległy grom (1973)
- Złota forteca (1974)
- Bóg słoń (1978)
- Dom i świat (1984)
- Wróg ludu (1990)
- Gałęzie drzewa (1990)
- Gość (1991)